# Barak (postać biblijna)
Barak (hebr. ברק – błyskawica) – biblijny izraelski dowódca wojskowy, sędzia Izraela. Po namowie przez prorokinię Deborę wyruszył do boju, pokonał armię pod dowództwem Sisery i wyzwolił w ten sposób Izraelitów z niewoli Jabina. Opisany jest w Starym Testamencie (Księga Sędziów, rozdziały 4 i 5) (zobacz: Pieśń Debory i Baraka). Również w Nowym Testamencie jest wzmianka o Baraku; List do Hebrajczyków wymienia Baraka jako wybitnego wodza izraelskiego obok Dawida i innych (Hbr 11, 32).

## Upamiętnienie
Izraelski moszaw „Barak” został w 1953 roku nazwany na cześć biblijnego Baraka.